# Alcyoniidae
Famille
Les Alcyoniidae sont une famille de cnidaires anthozoaires de l'ordre des Alcyonacea. Ce sont des « coraux mous ».

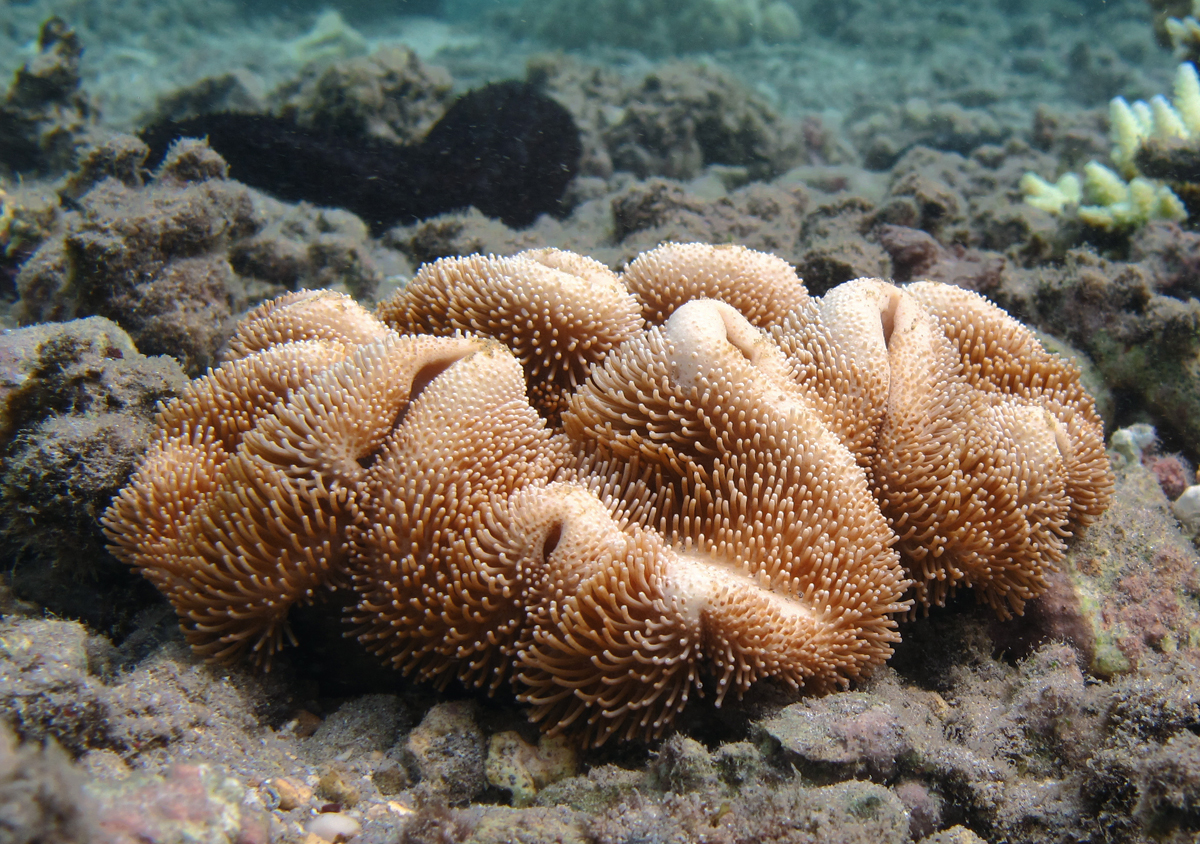
Sarcophyton trocheliophorum à La Réunion.

## Liste des genres
| Selon World Register of Marine Species (29 janvier 2021) : ... - genre Acrophytum Hickson, 1900 - genre Alcyonium Linnaeus, 1758 - genre Aldersladum Benayahu & McFadden, 2011 - genre Anthomastus Verrill, 1878 - genre Bathyalcyon Versluys, 1906 - genre Bellonella Gray, 1862 - genre Cladiella Gray, 1869 - genre Dampia Alderslade, 1983 - genre Dimorphophyton (Williams, 1988) - genre Discophyton McFadden & Hochberg, 2003 - genre Elbeenus Alderslade, 2002 - genre Eleutherobia Puetter, 1900 - genre Heteropolypus Tixier-Durivault, 1964 - genre Inflatocalyx - genre Klyxum Alderslade, 2000 - genre Lampophyton Williams, 1986 - genre Lanthanocephalus Williams & Starmer, 2000 - genre Litophyton Forskål, 1775 - genre Lobophytum Marenzeller, 1886 - genre Lobularia Savigny - genre Lohowia Alderslade, 2003 - genre Malacacanthus Thomson, 1910 - genre Minabea Utinomi, 1957 - genre Notodysiferus Alderslade, 2003 - genre Paraminabea Williams & Alderslade, 1999 - genre Parerythropodium Kuekenthal, 1916 - genre Protodendron Thomson & Dean, 1931 - genre Pseudoanthomastus Tixier-Durivault & d'Hondt, 1974 - genre Rhytisma Alderslade, 2000 - genre Sarcophyton Lesson, 1834 - genre Sinularia May, 1898 - genre Skamnarium Alderslade, 2000 - genre Sphaeralcyon Lopez-Gonzalez & Gili, 2005 - genre Sphaerasclera McFadden & Ofwegen, 2013 - genre Thrombophyton - genre Verseveldtia Williams, 1990 | Selon ITIS (29 janvier 2014) : - genre Alcyonium Linnaeus, 1758 - genre Anthomastus Verrill, 1878 - genre Bellonella Gray, 1862 - genre Drifa Danielssen, 1887 - genre Duva Koren & Danielssen, 1883 - genre Gersemia Marenzeller, 1877 - genre Pseudodrifa Utinomi, 1961 - genre Sinularia May, 1898 |

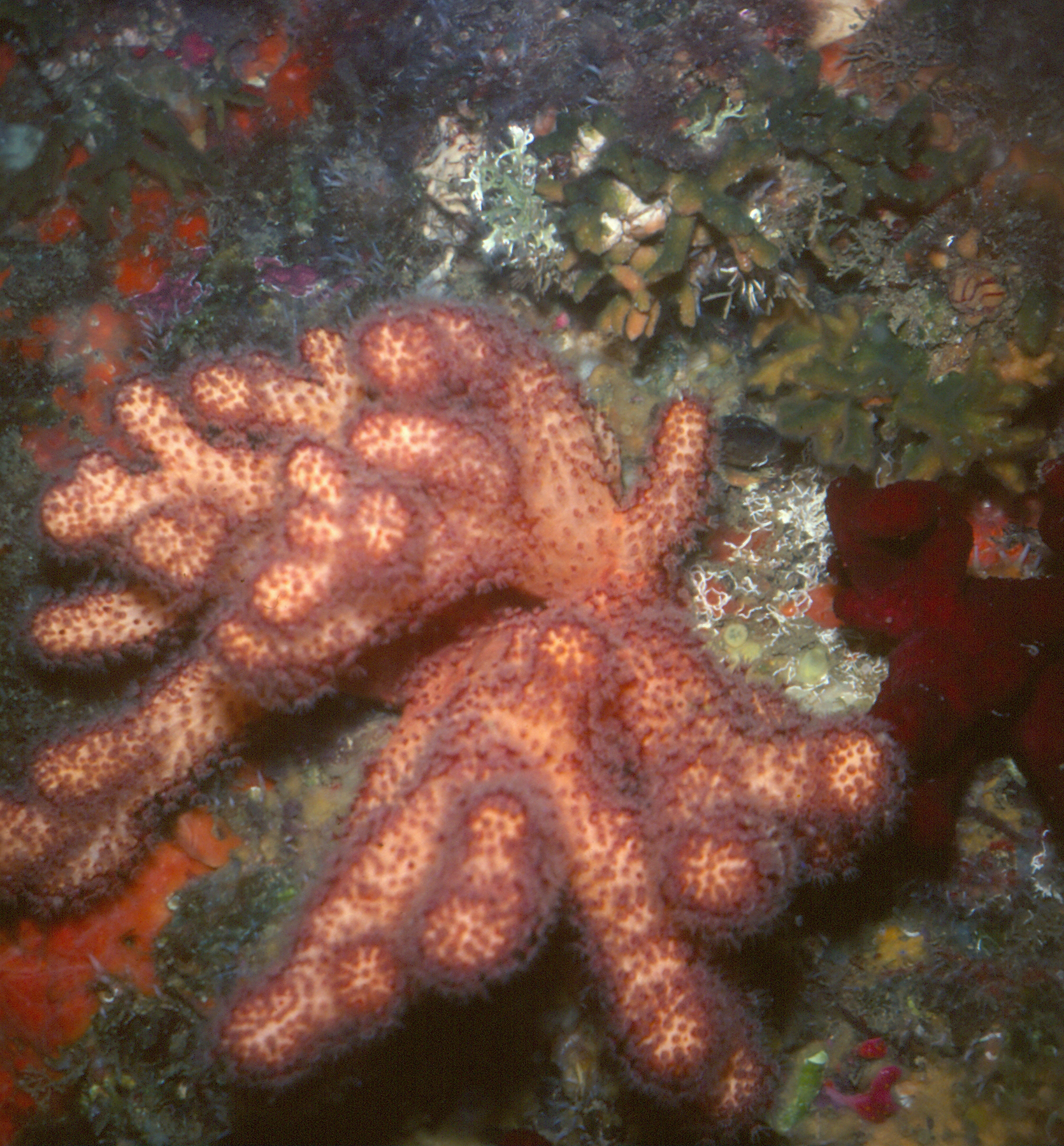
Alcyonium acaule
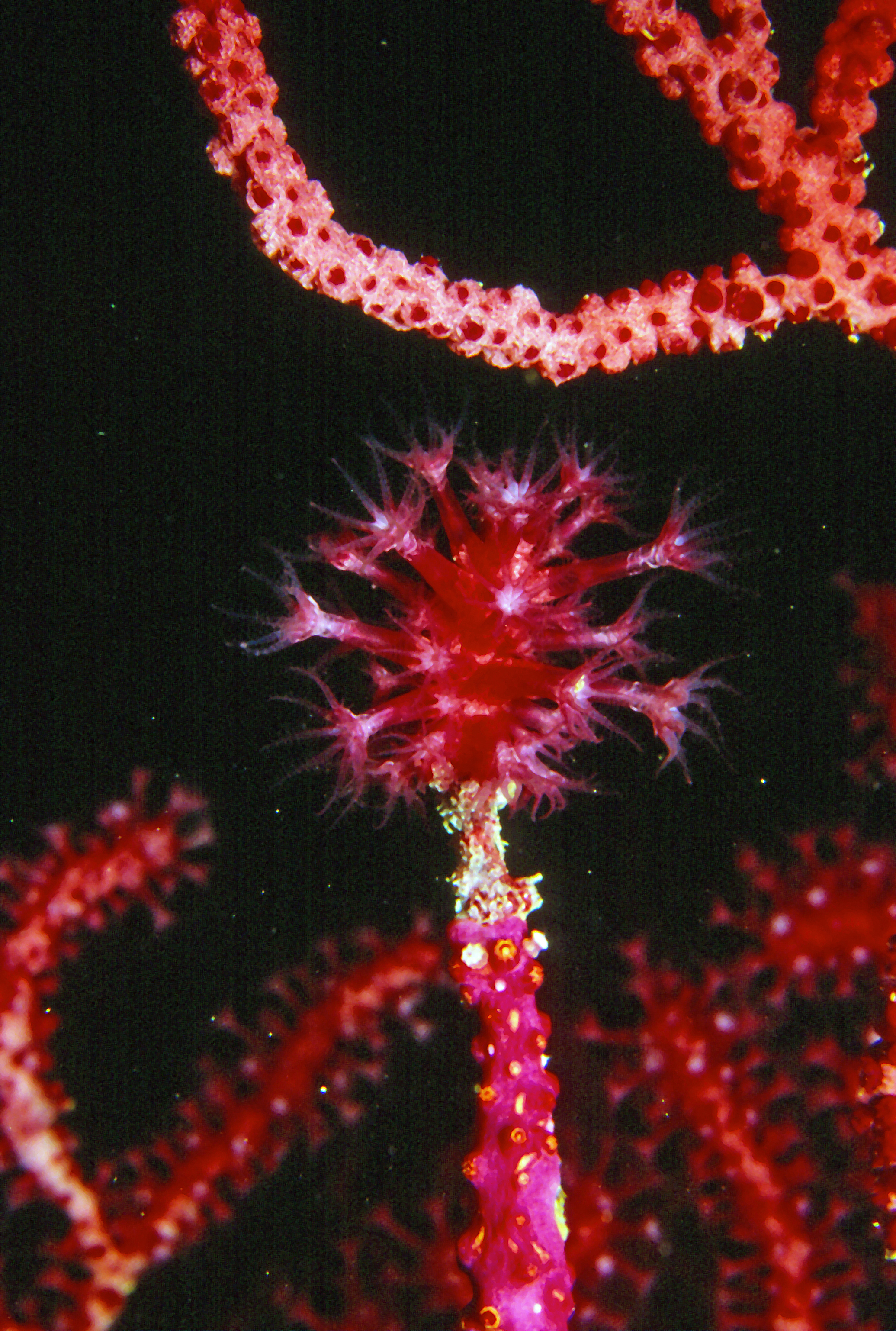
Alcyonium coralloides
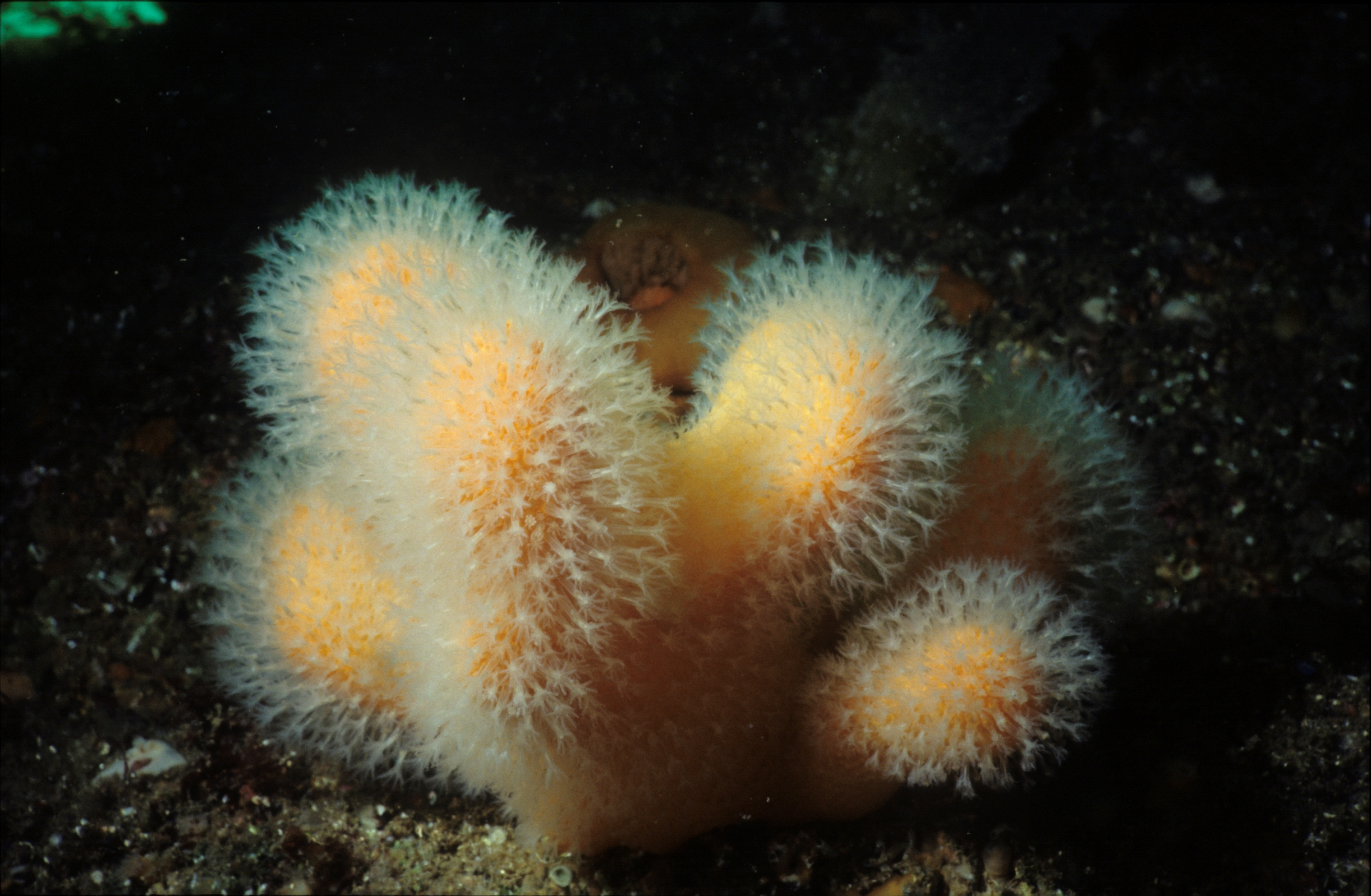
Alcyonium digitatum
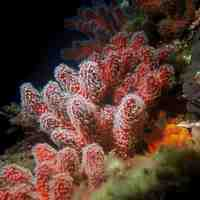
Alcyonium palmatum
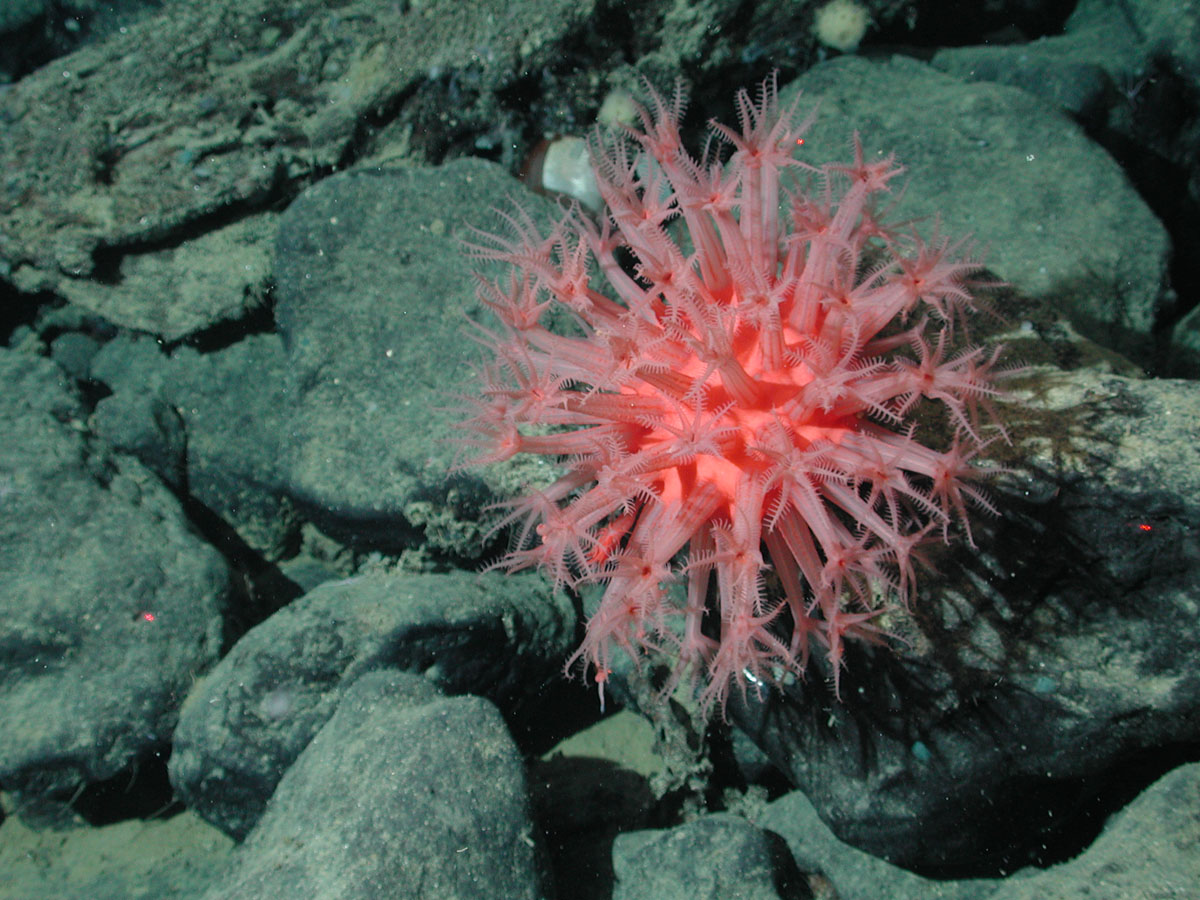
Anthomastus ritteri
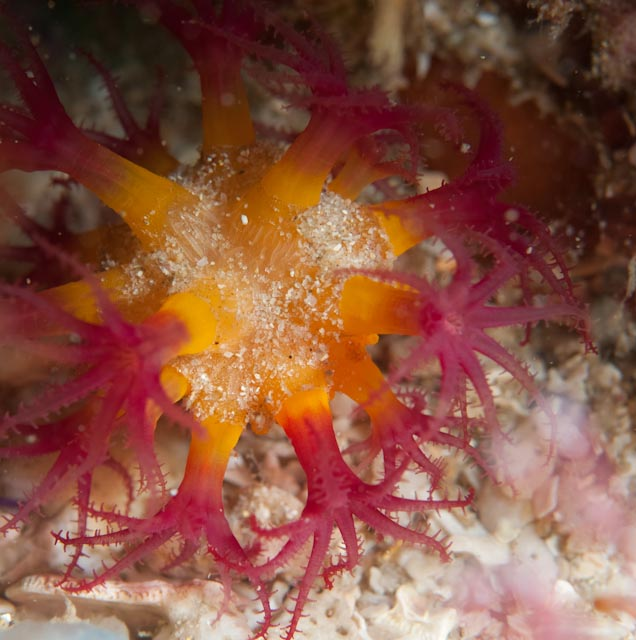
Eleutherobia variabile
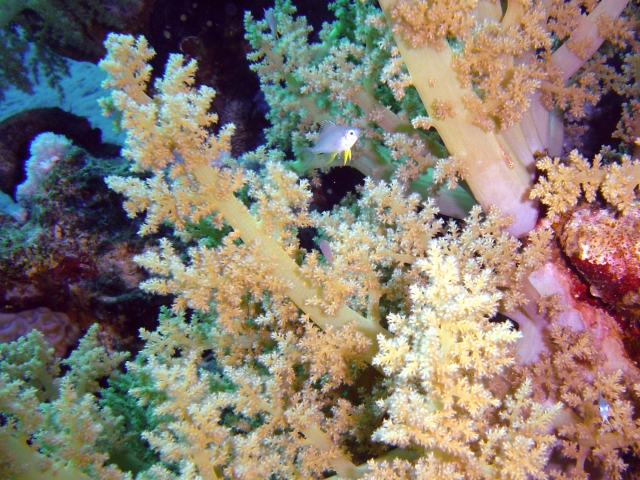
Litophyton arboreum
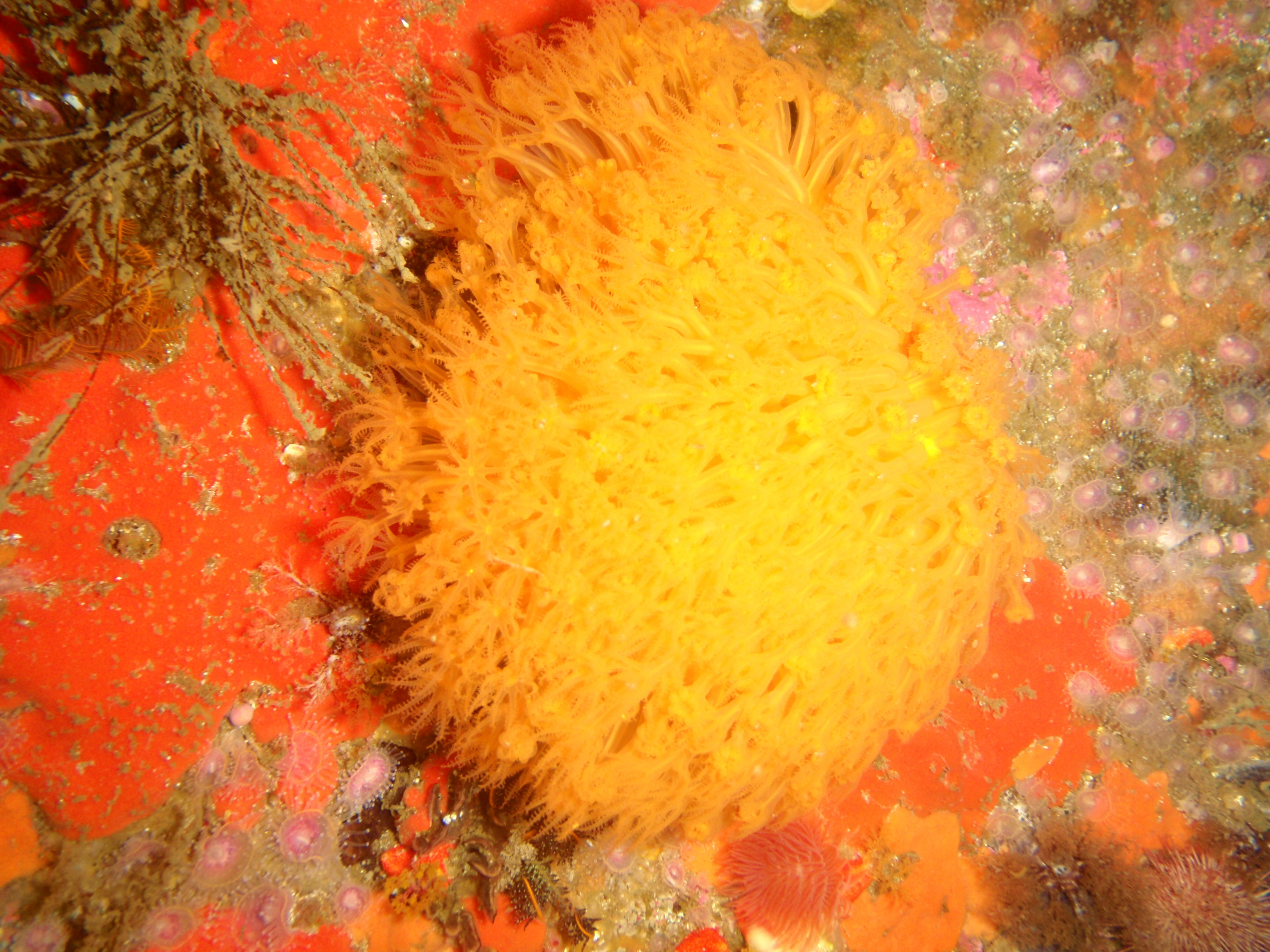
Malacacanthus capensis
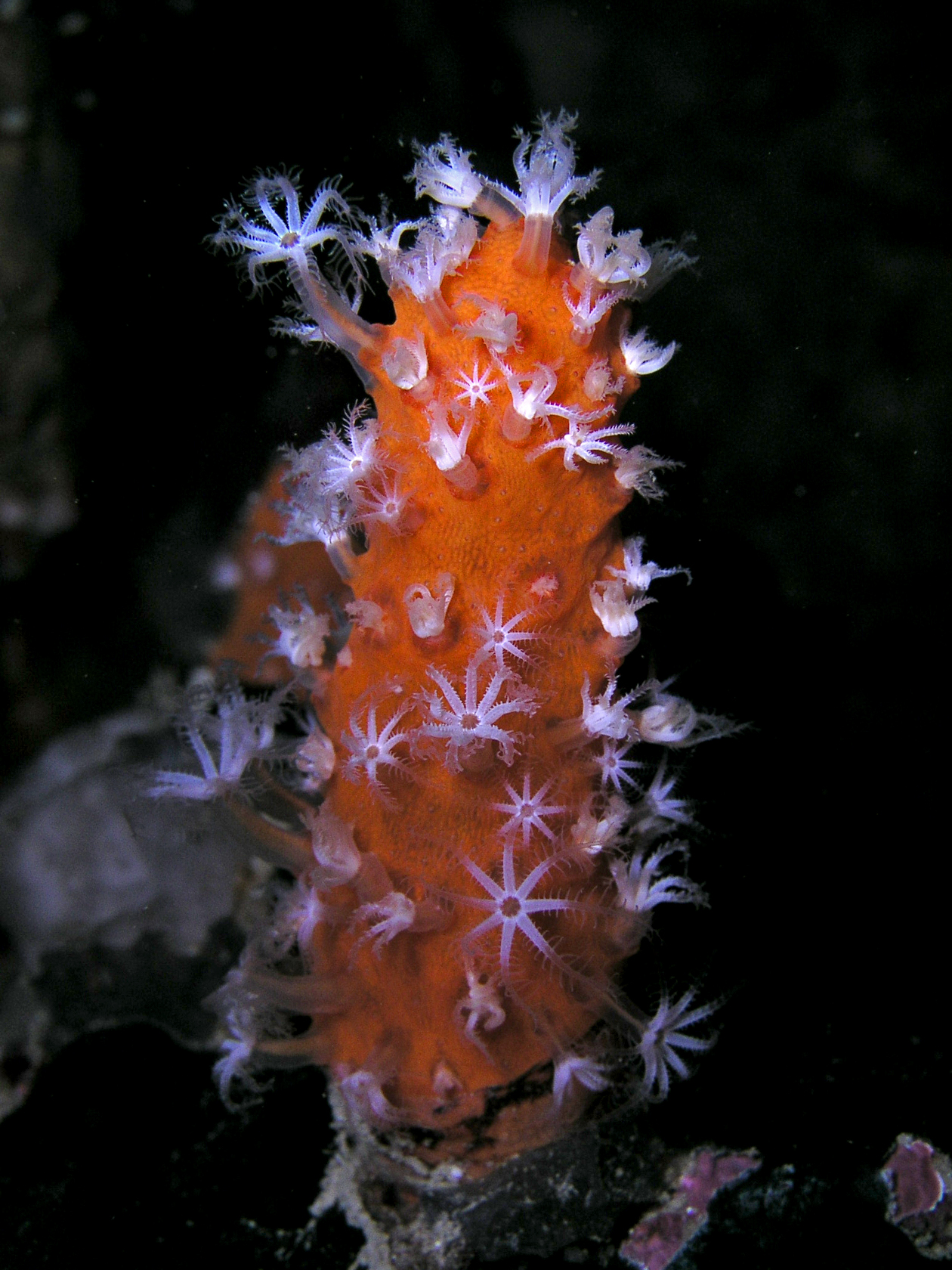
Minabea aldersladei
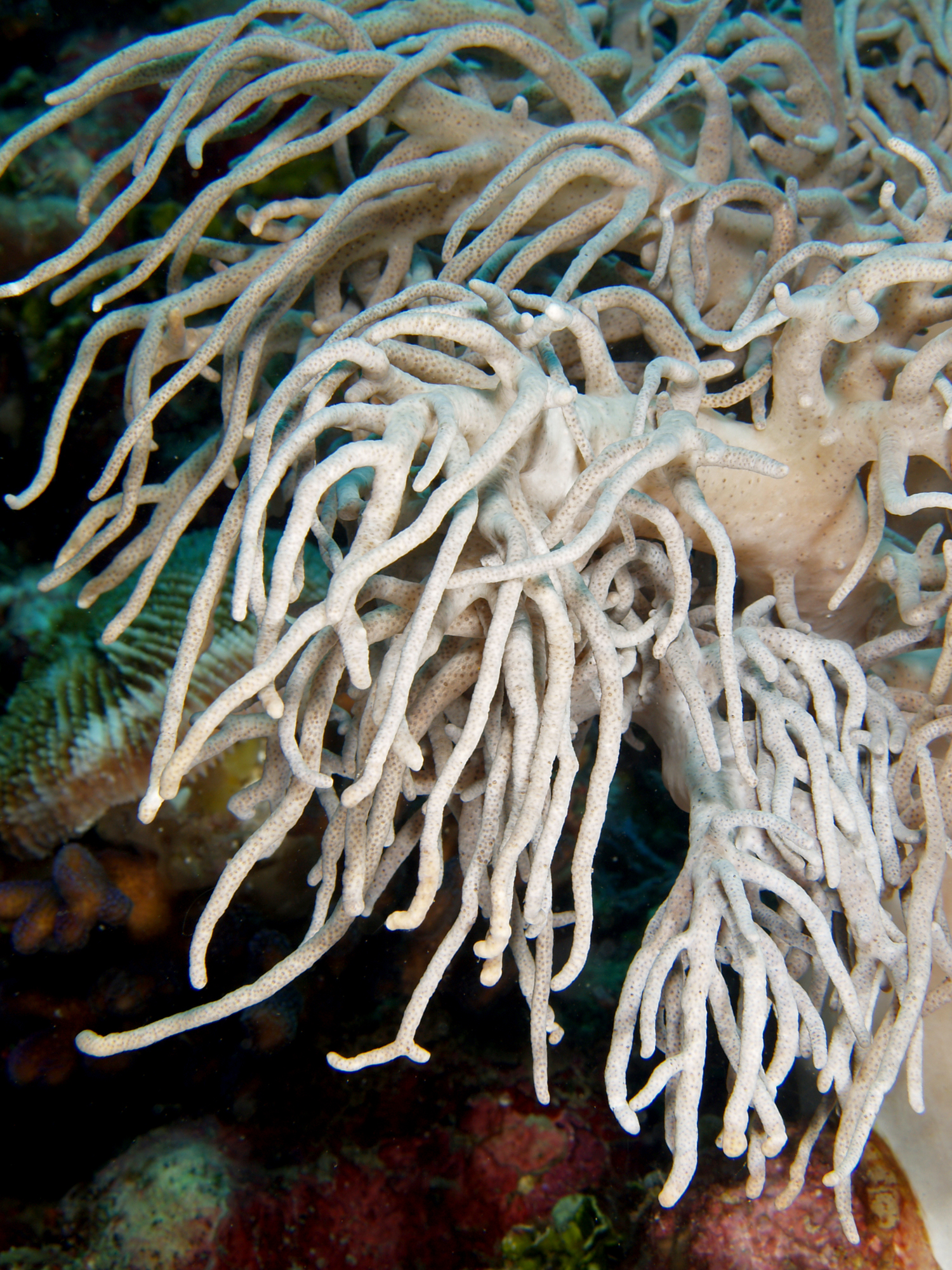
Sinularia flexibilis